# Jean Egen
Jean Egen (né Jean Egensperger le 23 août 1920 à Lautenbach et mort le 21 décembre 1995 dans le 18e arrondissement de Paris) est un journaliste et écrivain français, chantre de l'Alsace.

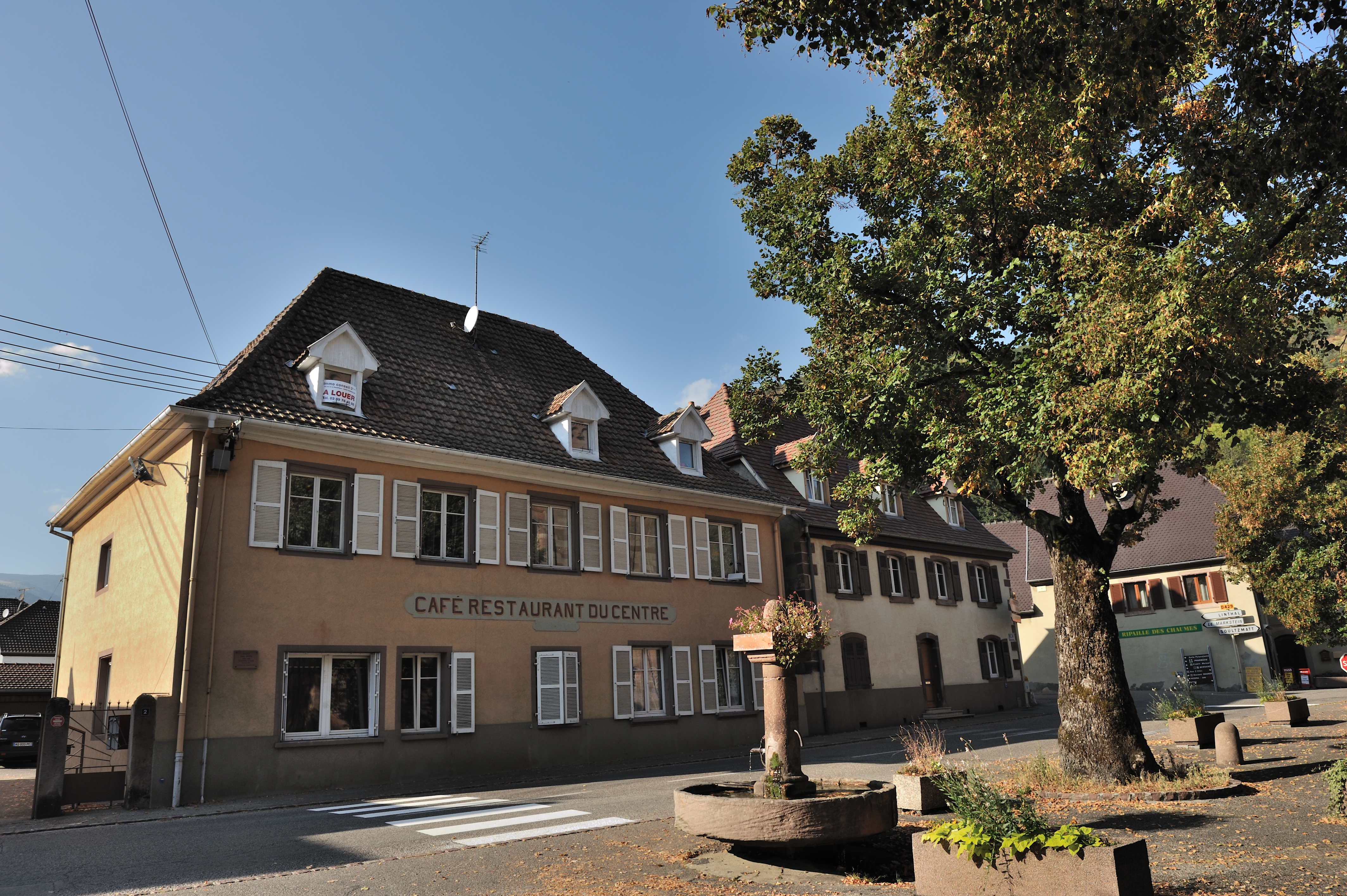
L'ancien Restaurant Hergott à Lautenbach, lieu où Jeangala aimait tellement revenir.

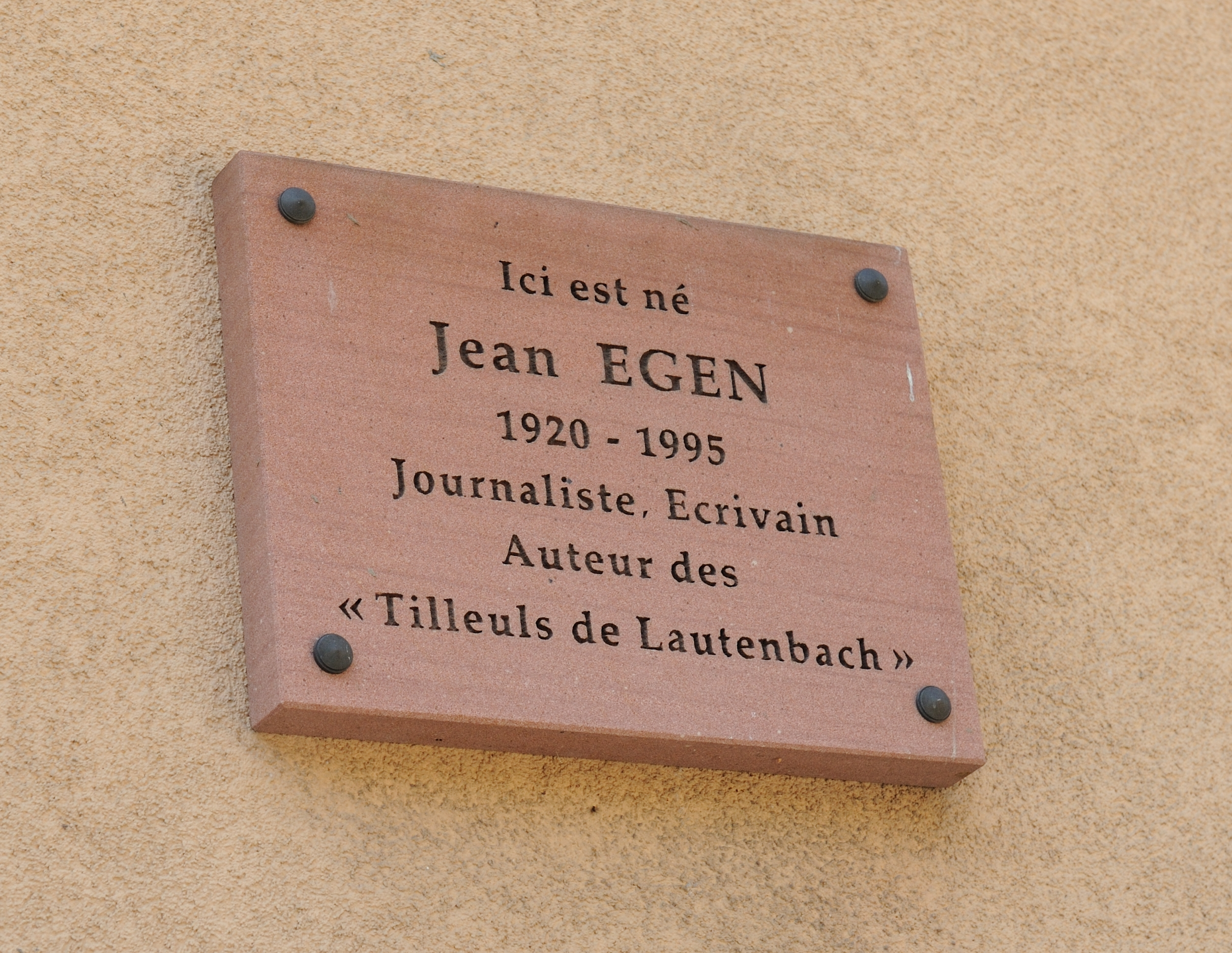
La plaque apposée sur le restaurant Hergott à Lautenbach à la mémoire de Jean Egen.

## Journaliste
Journaliste au quotidien Le Monde. Collaborateur éphémère du journal Le Canard enchaîné, et chroniqueur à Europe no 1, il consacra deux ouvrages à l'histoire de ce dernier journal.

## Écrivain
- Si vous ne connaissez pas le sujet, laissez ce bandeau (vous pouvez alors contacter les auteurs).
- Si vous supprimez le contenu mis en cause (vous pouvez préalablement contacter les auteurs),

argumentez précisément cette suppression dans la page de discussion
(un manque de référence n'est pas un argument ; une recherche réelle de référence doit avoir été effectuée, être formellement documentée).
Il connut le succès littéraire avec son récit autobiographique Les Tilleuls de Lautenbach. On sait que Mistral avait été félicité le premier d'avoir réussi à parler provençal en français, Jean Egen fit de même avec l'alsacien.
Jean Egen fait comprendre comment son père parti étudier à Reims, puis lui-même arrivant en Franche-Comté, furent confrontés à leur alsacianité. Ils se dirent chacun à des époques très différentes, combien ils se sentirent alsaciens lorsqu'ils furent confrontés au rejet de leur double culture.
Malgré un certain succès[réf. nécessaire], Les Tilleuls de Lautenbach n’ont pas été publiés en livre de poche, mais la 7e édition est toujours disponible. La version allemande (Die Linden von Lautenbach) est également encore disponible et semble avoir connu un tirage plus important en tant que Heimatroman.

## Œuvres
- Pour ou contre le service militaire
- L'Abattoir solennel, Guy Authier, 1973. Un plaidoyer contre la peine de mort.
- Un mur entre deux mondes
- Messieurs du Canard, Stock, 1973. Un demi-siècle d'histoire de l'hebdomadaire satirique « Le Canard enchaîné ».
- La Bande à Charlie (Charlie-Hebdo), Stock, 1976.
- Le Canard enchaîné, Seghers, 1978.
- Les Tilleuls de Lautenbach, Mémoires d'Alsace, Stock, 1980.
- Le Partage du sang, Louis Freyburger, tome 1, Stock, 1980 et Livre de poche 2014.
- Le Partage du sang, Les enfants de Louis, tome 2, Stock et Livre de Poche 2015
- Le Partage du sang, Des violons aux tambours, tome 3, Stock, 1985.
- Saint Nicolas - Raconté par un ami de son âne, Bueb & Reumaux. 1985.
- Le Piéton de Strasbourg (avec la coll. de François Nussbaumer)
- François le mendiant magnifique, Signe, 1998.
- Le Hans du Florival ou Une enfance alsacienne, ACE et Bartillat,1985 et 1999 .
- Mon beau navire